# Manoury-Insel
Die Manoury-Insel (französisch Îlot Manoury) ist eine Insel im Palmer-Archipel vor der Westküste der Antarktischen Halbinsel. Am nördlichen Ende des Schollaert-Kanals liegt sie 2,5 km südlich von Gand Island.
Teilnehmer der Vierten Französischen Antarktisexpedition (1903–1905) unter der Leitung des Polarforschers Jean-Baptiste Charcot kartierten sie. Charcot benannte sie nach Georges Manoury, dem Sekretär der Forschungsreise.